# Electric Six
Electric Six es una banda de rock estadounidense formada en 1996 en Detroit, Míchigan. Lograron éxito gracias a los sencillos "Gay Bar" de 2003 y "Danger! High Voltage". El grupo ha tenido controversia debido a sus letras explícitas que tratan temas sobre la guerra, la homosexualidad, el sexo, el baile, entre otras temáticas, y ha tenido censuras en varias partes del mundo, en especial el sencillo "Gay Bar" fue una de ellas, debido a que habla sobre la guerra y el belicismo.
Electric Six, a pesar de las circunstancias del grupo, es considerado un grupo de culto y para los conocedores del rock en general[cita requerida].
A la fecha llevan 12 álbumes de estudio publicados. Las influencias de Electric Six citan a Kiss, Talking Heads, Devo, Freddie Mercury, Falco, Captain Beefheart y Black Sabbath.

## Integrantes

### Formación actual
El miembro fundador Tyler Spencer y el tecladista Christopher Tait son los únicos miembros originales que aún permanecen en el grupo.
- Tyler Spencer "Dick Valentine" - vocalista (1996 - actualmente)
- Dave Malosh "Da Ve" - guitarra (2012 - actualmente)
- John Nash "Johnny Na$hinal" - guitarra (2002 - actualmente)
- Christopher Tait "Tait Nucleus?" - teclados (1996 - actualmente)
- Rob Lower - bajo (? - actualmente)
- Two-Handed Bob - batería (? - actualmente)

### Exintegrantes
- Joe House - ? (? - ?)
- Gary Cook - ? (? - ?)
- Anthony Selph "The Rock and Roll Indian" - guitarra (2002 - 2003)
- Joe Frezza "Surge Joebot" - guitarra (2002 - 2003)
- Murdock Ramone - ? (? - ?)
- Steve Nawara "Disco" - bajo (2002 - 2003)
- Corey Martin "M." - batería (2002 - 2004)
- Mark Dundon "Frank Lloyd Bonaventure" - bajo (2003)
- Dr. Blacklips Hoffman - ? (? - ?)
- Mojo Frezzato - ? (? - ?)
- Jeff Simmons - ? (? - ?)
- Macro Duplicato - ? (? - ?)
- Dr. Diet Mountain Dew - ? (? - ?)
- Chris Peters "John R. Dequindre" - bajo, guitarra (2003 - 2007)
- Brian Blastoise - ? (? - ?)
- Zach Shipps "The Colonel" - guitarra (2003 - 2012)
- Keith Thompson "Smorgasbord" - bajo (2007 - ?)
- Mike Alonso "Percussion World" - batería (2006 - ?)

## Discografía

### Álbumes de estudio
- 2003: "Fire" (XL Recordings)
- 2005: "Señor Smoke" (Warner Records, Metropolis Records, Rushmore Recordings)
- 2006: "Switzerland" (Metropolis Records)
- 2007: "I Shall Exterminate Everything Around Me That Restricts Me from Being the Master" (Metropolis Records)
- 2008: "Flashy" (Metropolis Records)
- 2009: "KILL" (Metropolis Records)
- 2010: "Zodiac" (Metropolis Records)
- 2011: "Heartbeats and Brainwaves" (Metropolis Records)
- 2013: "Mustang" (Metropolis Records)
- 2014: "Human Zoo" (Metropolis Records)
- 2015: "Bitch, Don't Let Me Die!" (Metropolis Records)
- 2016: "Fresh Blood for Tired Vampyres" (Metropolis Records)
- 2017: "How Dare You?" (Metropolis Records)
- 2018: "Bride of the Devil" (Metropolis Records)
- 2021: "Streets of Gold" (Cleopatra Records)
- 2023: "Turquoise" (Metropolis Records)

### Recopilaciones
- 2008: "Sexy Trash"
- 2012: "Absolute Pleasure"
- 2015: "Mimicry and Memories"

### Splits
- "Rockshow" (con Peaches)

### Sencillos
- "Gay Bar"
- "Danger! High Voltage"
- "Dance Commander"
- "Radio Ga Ga" (cover Queen)
- "I Buy the Drugs"
- "Mr. Woman"
- "There's Something Very Wrong with Us, So Let's Go Out Tonight"
- "Infected Girls"
- "Down at McDonnelzzz"
- "Formula 409"
- "Body Shot"
- "Psychic Visions"